# MG08重機関銃
MG08重機関銃（MG08じゅうきかんじゅう、Maschinengewehr 08）は、ハイラム・マキシムが1884年に設計したマキシム機関銃を基に設計された第一次世界大戦時のドイツ軍の標準的機関銃である。

## 概要
MG08は、1908年にドイツ帝国陸軍に制式採用された。銃身を4リットルの冷却水が入る冷却水入れで筒状に覆うなど、基本形状はマキシム機関銃とほぼ同一であり、250連発の布製ベルトにつなげた弾丸を500発/分の速度で連射する性能を有していた。前脚の角度を変えることで全体の高さを昇降させることができた。前脚を後方へ折りたたむと銃架が橇状になり、伏せた銃手が銃を載せたまま引きずることで、敵前での移動に用いることができた。反対に前方へ向けると持ち手として利用でき、銃架を前後二名で持ち運ぶことができた。銃架には工具類、予備の銃身一本や閉鎖機構二式を装着・収納できた。。
DWM（ドイツ武器弾薬製造会社）のほかにもベルリンシュパンダウ区のシュパンダウ造兵廠でも製造されたため、シュパンダウ機関銃とも呼ばれる。

## 派生型

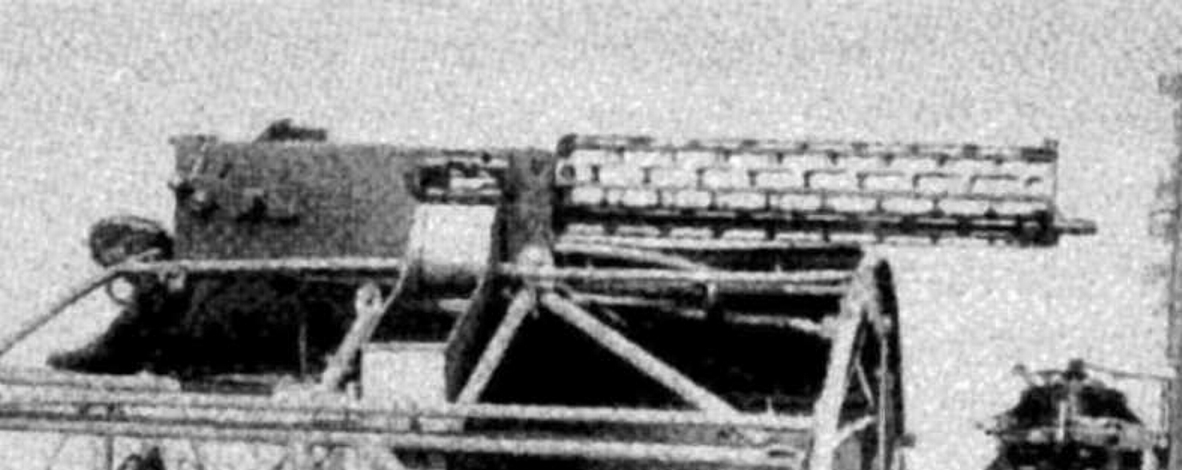
初期生産モデルのlMG08/15重機関銃

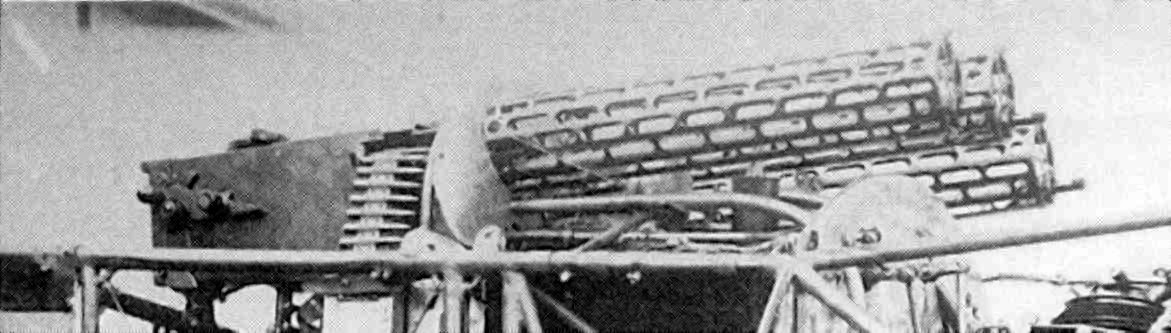
1916年5月、フォッカー E.IVに搭載された三重マウントの初期生産モデルlMG08/15

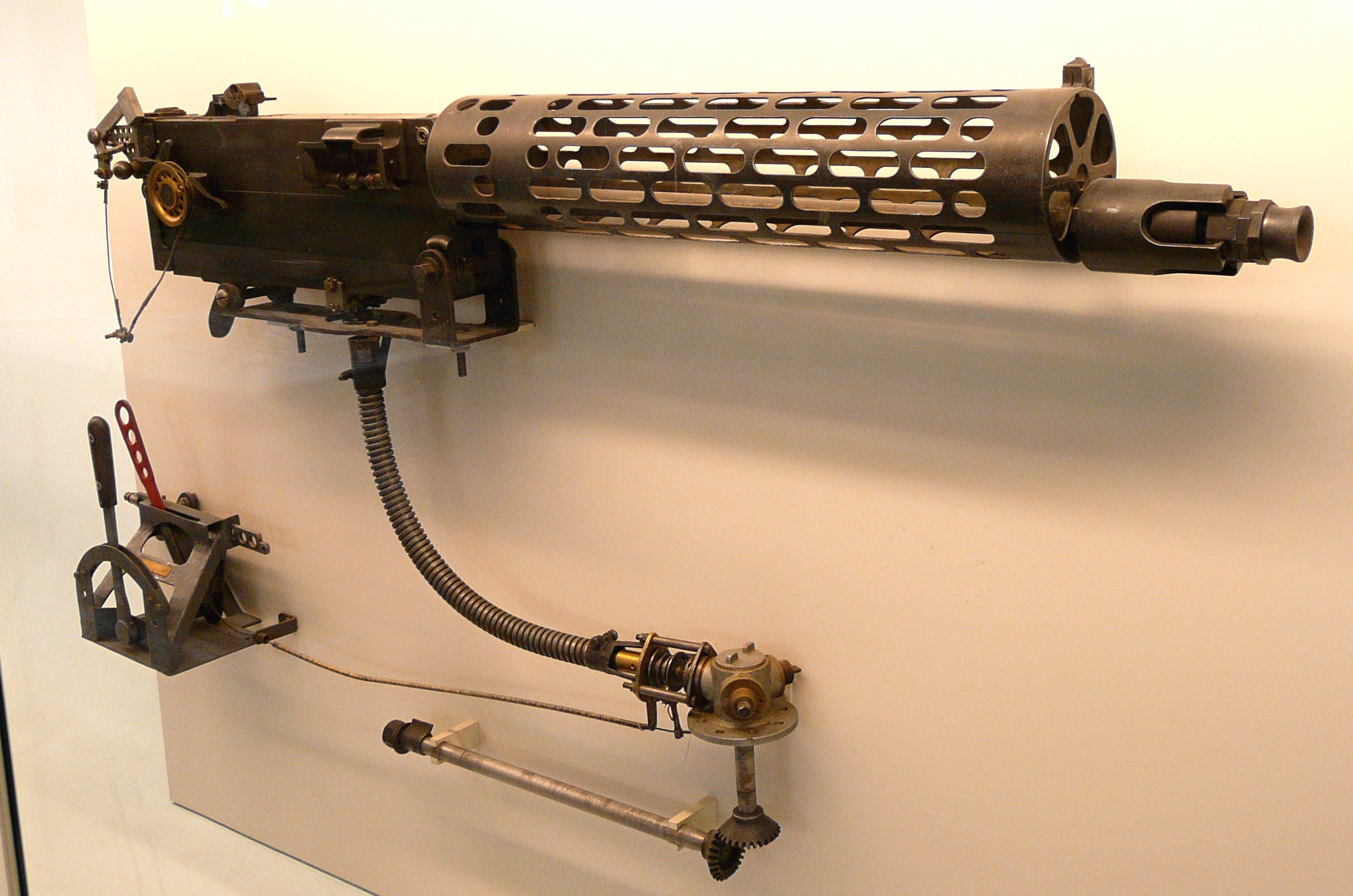
後期生産モデルのlMG08/15。

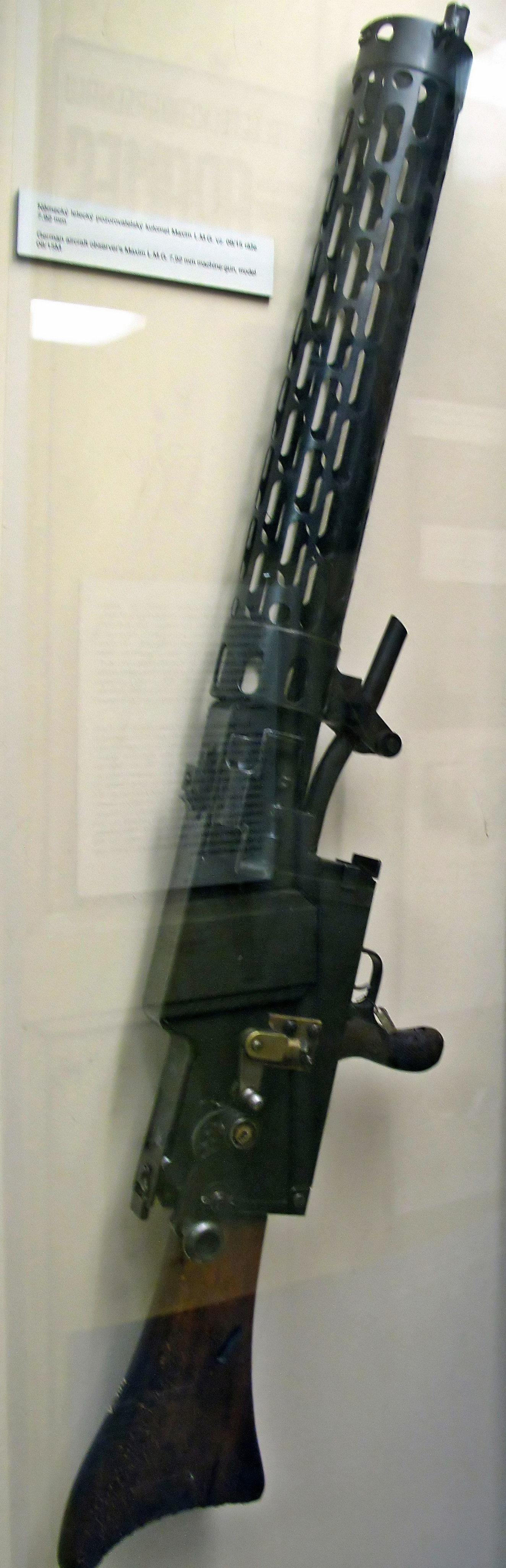
LMG 08/15

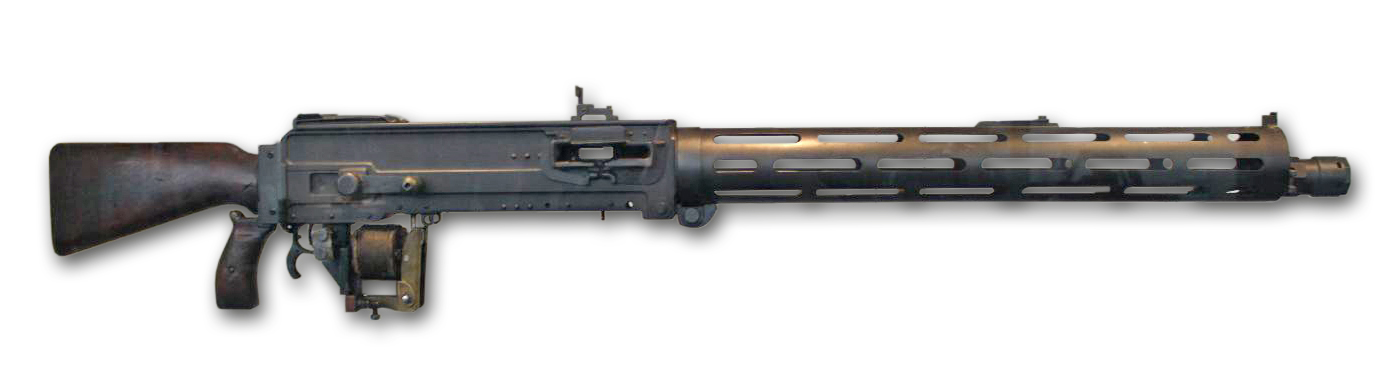
パラベラムMG14

この機関銃は、第一次世界大戦中に様々な派生型が登場したことでも知られている。

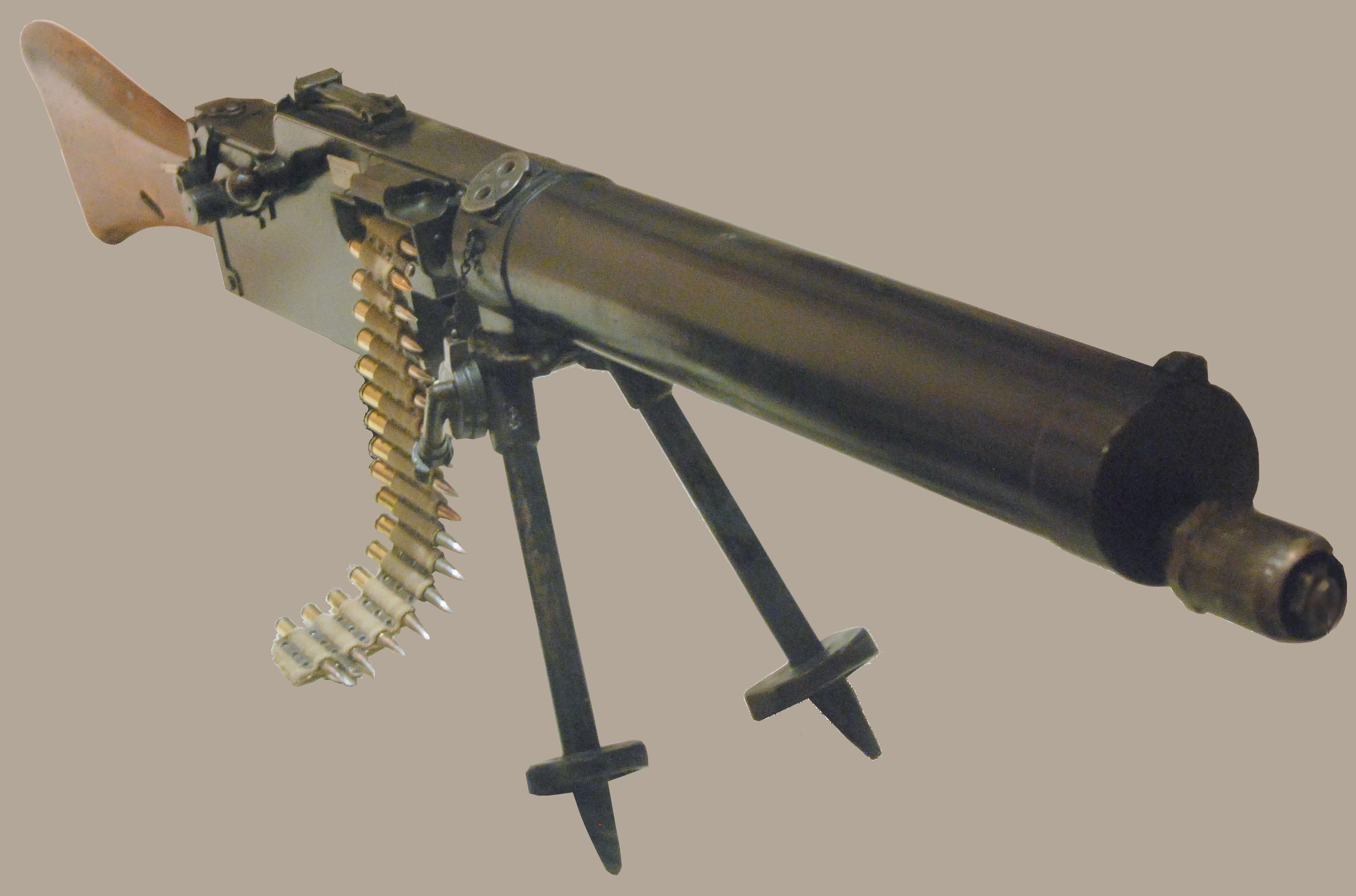
MG08/15重機関銃

MG08/15

MG08の軽量化型であるMG08/15（1915年に追加制式）は、三脚を廃して二脚とし、銃床とピストルグリップを装着して伏射を可能にしており、冷却水筒を細身な形状に変更して容量を2.8リットルとした。また、銃側面に弾帯収納用のドラムマガジンを装着できるようになり、18kgにまで軽量化したこともあって、戦場での利便性を大幅に向上させた。塹壕の縁に据え付けるなど陣地戦にも対応しており、一部は航空機搭載機銃として使用された。のちに本銃が旧式化すると、その型番08/15（ヌルアハト・フュンフツェーン）は「特別でないもの」「凡庸なもの」を示す軍隊スラングともなった。
1918年3月に制定されたドイツ工業規格の第一号「DIN 1」は、MG08/15の遊底のテーパーピンである。
lMG08/15

戦闘機のプロペラ同調式機銃として開発された派生型で、航空機の固定機銃用に1915年秋に開発された。二脚や銃床、ピストルグリップ、冷却用のウォータージャケットを排除している。バレルジャケットに冷却用空気を通すための多数の穴が開いており、プロペラから受ける風によって冷却する。フォッカー E.IIIやフォッカー Dr.Iなどのドイツ製戦闘機に装備された。
なお、最初の1文字目は"小文字のL"であって"大文字のI"ではないことに注意。
LMG08/15

レシーバー（本体）を軽量化したlMG08/15の改良型。フォッカー D.VIIなどが搭載。
MG08/18
MG08/15を空冷化して、さらに軽量化（約15kg、空冷のため冷却水約3リットル(約3kg)も不要）を進めて戦場での機動力を高めたタイプ。1918年の"Kaiserschlacht"（ルーデンドルフ攻勢）において、MP18などと共に浸透戦術を取る突撃部隊（独：Stoßtrupp、英：Stormtrooper）が使用したと思われるが、生産数は非常に少ない。水冷ジャケットから換装された空冷バレルシュラウドは後のMG34の開発に生かされている。
パラベラムMG14（Parabellum MG14）

MG08をベースに軽量化された派生型。DWM社が1911年に開発し、名称には同社のブランド「パラベルム」（英語読みパラベラム）が冠された。1914年に飛行機・飛行船の旋回機関銃として採用され、前者は空冷式、後者は安全上の理由により水冷式であった。第一次世界大戦の末期になると、二脚を追加したうえで地上部隊でも使用された。1917年には改良型のMG14/17が追加され、銃身ジャケットが細身のものに変更、分厚い保護手袋でも扱い易いよう操作部が改良されたほか、照準眼鏡を取り付けるための金具が装備された。

## 運用
第一次世界大戦においては、地上部隊の主力機関銃であると共に戦闘機用の機関銃としても幅広く使われていた。
第二次世界大戦が勃発したころにはドイツ国防軍の主力機関銃の地位はMG34汎用機関銃に取って代わられていたが、MG34の生産と供給が需要に追いつかなかったために一時的に二線級部隊に配備されたケースも見られる。そして、生産性を向上させたMG42の登場と量産化により1942年には陸軍からはいったん退役した。しかし、その後も武装親衛隊の一部では使用が続いており、兵器不足が深刻化した大戦末期には陸軍も再び倉庫から引っ張り出し、一部の国民擲弾兵師団に配備、末期の戦場で使用された。

## 登場作品

### テレビ
『コンバット!』
第112話「ブルドーザー作戦」（現題:プレークアウト『BREAK OUT』）などで、ドイツ軍陣地守備用の重機関銃として登場。

### アニメ
『紅の豚』
「7.92mm シュパンダウ機関銃」の名で、ポルコ・ロッソが搭乗するサボイアS.21試作戦闘飛行艇の搭載機関銃として登場。
『進撃の巨人』
中東連合の武器として登場。トーチカに備え付けられている。

### ゲーム
『最前線』
第二次世界大戦が舞台なので二線級火器で、ヴィッカース重機関銃と同程度の性能。さすがにMG08/15は第三帝国では旧式化しており、登場しない。
『コール オブ デューティ ブラックオプス2』
ゾンビモードでMG08/15が登場。
『バトルフィールド1』
一部のビークルに搭載されているほか、MG08/15がエリート兵科の1つとして登場する警戒兵で使用可能。また、パラベラムMG14が一部の航空機に搭載されており、乗り込む事で使用可能。その後MG14/17がMG08/18と共に援護兵の武器として追加された。